# Retrato (Pierre-Auguste Renoir)
Busto de madame Renoir es una escultura del impresionista francés Pierre-Auguste Renoir. Años antes de concebir la creación de esta obra, Renoir empezó a padecer el reumatismo. Ambroise Vollard le aconsejó que Richard Guino, alumno de Aristide Maillol, le ayudara con sus obras. Renoir aceptó y en adelante Guino colaboró en su obra.

## Aline Charigot
Esta mujer se volvió un móvil para la vida de Renoir. Su relación inició como una amistad (1880), al ser ella su modelo. Posteriormente se casaron y de la relación nacieron tres hijos (Pierre, Jean y Claude). Su muerte significó una tragedia para la familia Renoir. 

## Características de la obra
Con setenta y tres años de edad, Auguste Renoir decidió hacer una escultura de pie que retratara a su esposa. De la pieza sólo se conservó el busto. La obra se basa en una pintura de 1885: Aline Charigot (Madame Renoir). El motivo se repite en otra escultura de 1916: Madre e hijo.